# Харковски аутомобилско ремонтни завод
Харковски аутомобилско ремонтни завод (укр. Харківський автомобільний ремонтний завод) је део војно-индустријског комплекса Украјине. Бави се поправком и ремонтом возила и специјалне опреме Министарства одбране Украјине. Ова компанија је такође позната по производњи аутобуса и специјалних техничких средстава за цивилне потребе.

## Историја

### 1944—1991
Фабрика је основана 1944. године ради поправке индустријски произведених гусеничних возила, трактора и мотора за Црвену армију. 
Од 1970. године. Компанија је позната под именом бројном ознаком која се користила за Харковске фабрике за поправку аутомобила №126 Министарства одбране СССР. Фабрика се успешно бавила реемонтом различитих врста возила као што су ГАЗ-66, ЗИЛ-131, КрАЗ-255В, КрАЗ-256Б1, КрАЗ-6510, МАЗ-537, МАЗ-543, Урал-375, Урал-4320, аутокраном КС-2573, брзоходним траншерним возилом БТМ-3, чистачем пута БАТ-М, моторима из породице ЯМЗ, ЯАЗ, Д12, В-2, В-46.

### После 1991.
Након проглашења независности Украјине, фабрика је била предата у надлежност Министарству одбране Украјине и добила ново име: “Харковски аутомобилско ремонтни завод”.
Током 90-тих због наглог пада потражње и наруџбина за сектор одбране, компанија почиње да се бави производњом цивилних возила. Све фабрике почињу да се баве ремонтом и модернизацијом трактора Т-150 и Т-150К, додатним ремонтом и поновном обрадом уатомобила, трактора и аутобуса, капиталним ремонтом конверзионих транспортних машина ХТЗ-3Н и МТ-ЛБу, развојем и склапањем теренских возила 150ТЛ на бази трактора Т-150К и ТМ-96 и на бази камиона АТС-59Г, специјалних гусеничних машина СХМ-59Г на бази вучног камиона АТС-59Г, транспортно гусеничних возила ТГМ-126, ТГМ-126-1, ТГМ-126-2 на шасији МТ-ЛБ, 2С1 и МТ-ЛБу, као и специјалне технике на бази возила ХТЗ-26Н.
Године 1995, у оквиру државног програма конверзије одбрамбених предузећа одлучио је да се отвори производни погон за производњу великих аутобуса. Погон је започео производњу аутобуса Харзе-5259, развијеног од стране стручњака из истраживачког Института Укравтобуспром у Лавову. Аутобус се слабо продавао, па је његова производња морала да буде прекинута.
После свог оснивања 2005. године државне фабрике "Техвоенсервис" она је прикључена концерну.
Од 2006. године, фабрика је започела производњу још великих аутобуса - СКИФ-5204 које је развио УТК "Скиф", али се и оно продавало малим количинама.
Почетком 2008. године, фабрика је била у стању да:
- Производи инжињерска возила, КЭТ-Т, резервне делове и прибор за гусеничне тракторе[1].
- Модернизована багер возила ТГМ-126, аутобусе и камионе[1].
- Обавља ремонт гусеничних транспортера МТ-ЛБ, МТ-ЛБу, АТС-59Г; инжињерских возила БАТ-М, БАТ-2, БАТ-3, БТМ-3, МТД-2М, АТ-Т, МТ-Т; теренских возила ТМ-96; камионских кранова КС-4561АМ, КС-2573-2; аутомобила УАЗ-469, УАЗ-452, УАЗ-3151, ГАЗ-2140, ГАЗ-3102; мотора ЯАЗ-204, ЯМЗ-236, ЯМЗ-238В, ЯМЗ-240; агрегата МТ-ЛБ[1].
- Да ремонтује шасије МАЗ-537; моторе ГАЗ-24, ЯМЗ-236, ЯМЗ-238, В2-450АВ, В-46-4, А-650Г, Д12А-525; склопове гусеничних возила МТ-ЛБ, МТ-ЛБу, АТС-59Г[1].

Од 2008. године на списку производа Харковског ауторемонтног завода ушао је аутобус ТУР А-061, на бази Мерцедесовог агрегата 508Д развијеном од стране Укравтобуспром-а из Лива.
Након оснивања у децембру 2010. године државног концерна "Укроборнпром", он постаје де фабричке групе.
Крајем јануара 2012. године економска ситуација у предузећу се погоршала, па је због висине дугова фабрика доспела на листу највећих дужника у Украјини.
У децембру 2013. године ГК "Укроборонпром" у потпуности је почело да измирује своје обавезе.

### После 22. фебруара 2014.
Крајем новембра 2014. године фабрика издвојила 5,96 милиона гривна за поправку оклопних возила и трактора МТ-ЛБ-МТ за потребе Оружаних снага Украјине.
Дана 5. јануара 2015. године на полигону у Житомирској области оружаним снагама Украјине предата су 62 гусенична возила МТ-ЛБ која су се налазила на ремонту (од којих је половина била опремљена инсталацијам за митраљезе).
14. априла 2015. године фабрика је добила 9,56 милиона гривни за поправку вучних камиона МАЗ и полуприколице украјинске војске.
Након тога, фабрика је добила два уговора за поправку инжењерске опреме за Оружане снаге Украјине (19 војних багера ЕОВ-4421 и 16 машина за земљане радове ПЗМ-2) укупне вриједности 9.072 милиона гривни.
Почетком јуна 2015. гонине "Укроборонпром" је објавио конкурс за позицију директора фабрике (зато што је бивши директор био отпуштен).

## Производи
- Тешко теренско возило 150ТЛ (Фото[мртва веза]);
- Тешко теренско возило ТМ-96 (Фото);
- Транспортно гусенично возило ТГМ-126 (Фото);
- Транспортно гусенично возило ТГМ-126-1 (Фото);
- Транспортно гусенично возило ТГМ-126-2 (Фото[мртва веза]);
- Специјално гусенично возило СХМ-59Г (Фото Архивирано на веб-сајту  (15. март 2013));
- Специјална техника на бази ХТЗ-26Н (Фото[мртва веза]);
- Аутобус ХАРЗ-5259 "Харьковчанин" (Фото);
- Аутобус Скиф-5204 (Фото);
- Аутобус ТУР А-061 (Фото[мртва веза]).